# Pedersöre kyrka
Pedersöre kyrka (finska: Pedersören kirkko) är en medeltidskyrka, trots namnet belägen i Jakobstad och inte i Pedersöre. Kyrkan är en av de äldsta medeltidskyrkorna i Österbotten. Kyrkan förlorade sin medeltida utformning när den byggdes om till en korskyrka i slutet av 1700-talet.

## Historia
Den första kyrkan som låg på platsen var troligen ett litet kapell byggt i sten eller trä. De äldsta delarna av den nuvarande kyrkan härstammar från 1400-talet. Den ursprungliga medeltida gråstenskyrkan hade formen av ett rektangulärt långhus med altare i öster och ett torn i väster.
År 1787 inleddes arbetet med ombyggnaden till en likarmad korskyrka. Arbetet skulle utföras av den 33-åriga Jacob Rijf efter ritningar som godkänts av Gustav III. Ritningarna följdes inte helt och därmed bevarades den 65 meter höga tornspiran. Förebilden till denna tornspira tros ha varit Storkyrkans torn i Stockholm från 1490-talet. I juli 1985 förstördes denna tornspira i en brand som även förstörde den dåvarande altartavlan och orgeln.
Efter branden totalrenoverades kyrkan efter arkitekt Erik Kråkströms ritningar och togs åter i bruk vid advent 1986. En ny 39-stämmig orgel sattes in 1988. Den är tillverkad av det danska orgelbyggeriet Marcussen & Søn och kom att bli kyrkans femte orgel.

### Klockstapeln
Klockstapeln är byggd med en bottenvåning i sten utförd i typisk österbottnisk stil. Den övre delen är byggd i trä. Klockstapeln byggdes under överseende av Thomas Rijf och Matts Honga under åren 1769-1775.
En av klockstapelns klockor är från 1488 och har troligen tillverkats i Tallinn. Jakob De la Gardie köpte klockan från Åbo domkyrka 1615 och donerade den till Pedersöre kyrka.

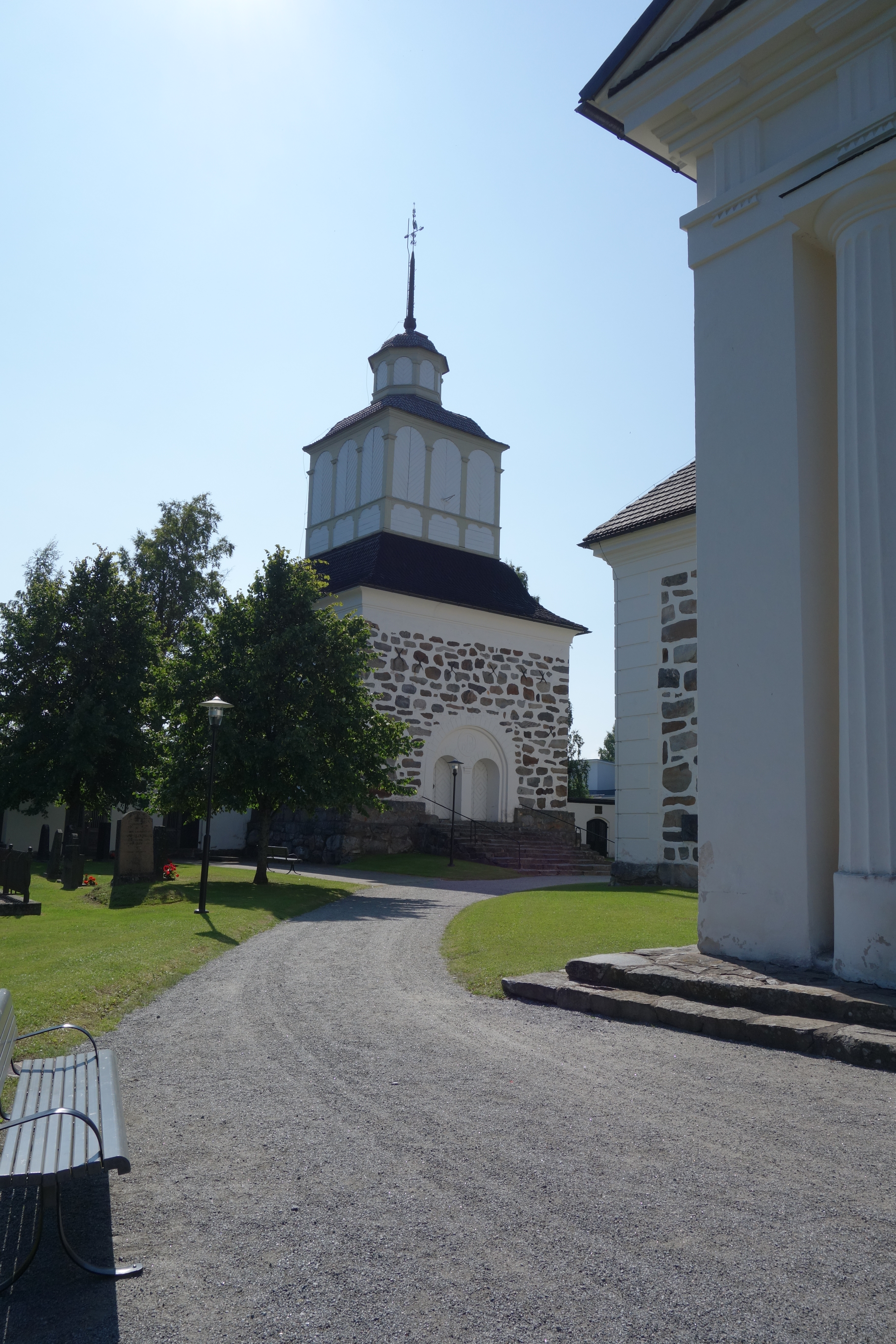
Klockstapeln vid Pedersöre kyrka

En av kyrkans moderklockor, mellanklockan hade förstörts genom vårdslös ringning år 1813. Församlingen sände organisten Leonard Marklund till Stockholm där klockan skulle gjutas om. Han fick i uppdrag att bestämma den ton som klockan skulle ha för att passa de två andra klockorna.

## Orgel
1685 byggde Christian Beijer och Johan Christopher Beijer en orgel med 8 stämmor till kyrkan. Orgeln förstördes under härjningarna vid Stora ofreden 1714. Resterna av orgeln återanvändes vid orgelbygget 1766. Orgeln såldes till Jeppo församling 1888. Vid uppställningen i Jeppo kunde inte trumpetstämmorna användas eftersom höjden på orgelläktaren inte  tillät den höga orgeln. Den sänktes med ungefär 1,5 meter. I Jeppo ersattes den av en ny orgel 1963, men flyttades ner i kyrkorummet där den ännu finns i ospelbart skick. Största delen av piporna finns bevarade. Mycket tyder på att när bröderna Beijer byggde orgeln använde pipor från den medeltida orgel som funnits i Pedersöre. Medeltida orgelpipor är sällsynta i Finland. Den gamla orgeln från Pedersöre kyrka är därmed en musikalisk raritet och nationell kulturskatt. Arbete pågår för att kunna återställa orgeln i sitt 1700-tals skick. 